# Craterolophidae
Famille
Les Craterolophidae sont une famille de stauroméduses.

## Liste des genres
Selon World Register of Marine Species (20 janvier 2019) :
- genre Craterolophus James-Clark, 1863